# Bartolo Álvarez
Carlos Alberto Álvarez, conocido como Bartolo Álvarez es un exfutbolista argentino, que jugaba en la posición de centrodelantero. Es reconocido por ser el primer socio futbolístico de Diego Maradona.

## Carrera
Se inició en Racing Club en 1973, donde permaneció hasta 1975.
En 1975 fue transferido al club Argentinos Juniors en donde jugó al lado de Maradona, quien el 10 hizo goleador del metropolitano 1977 con 25 tantos, su buen nivel en el Bicho le valió el traspaso a Boca. Su etapa en AAAJ dejó un registro de 100 partidos y 53 goles.
En el Xeneize tuvo muchas chances de jugar pero nunca pudo demostrar el nivel que tuvo anteriormente en Argentinos.
Esto le valió un pase frustrado que ya había arreglado su incorporación al Barcelona de Ecuador, cuando se recibió un telegrama de los dirigentes de ese club diciendo que el banco que financiaba la operación negó los fondos.
Su paso por el club dejó como registro 2 títulos, la Intercontinental de 1977 y la Libertadores de 1978, 60 partidos y 15 goles. 
Su siguiente club fue Independiente en el año 1980, en 1981 tuvo un paso fugaz por distintos clubes entre ellos Unión de Santa Fe, Gimnasia y Tiro de Salta, Newell's, Nueva Chicago y su último equipo fue CA Banfield donde se retiró.

## Clubes
| Club                     | País      | Año       |
| ------------------------ | --------- | --------- |
| Racing Club              | Argentina | 1973-1975 |
| Argentinos Juniors       | Argentina | 1975-1977 |
| Boca Juniors             | Argentina | 1977-1979 |
| Independiente            | Argentina | 1979-1980 |
| Unión                    | Argentina | 1980-1981 |
| Gimnasia y Tiro de Salta | Argentina | 1981      |
| Newell's Old Boys        | Argentina | 1981-1983 |
| Nueva Chicago            | Argentina | 1983-1985 |
| Banfield                 | Argentina | 1985-1986 |

## Palmarés
| Título                | Club         | Sede         | Año  |
| --------------------- | ------------ | ------------ | ---- |
| Copa Intercontinental | Boca Juniors | Karlsruhe    | 1977 |
| Copa Libertadores     | Boca Juniors | Buenos Aires | 1978 |

Otros logros:
- Subcampeón del Metropolitano Primera División Argentina de 1972 con Racing Club.

- Máximo goleador en 1977 del Metropolitano con 27 goles en Argentinos Juniors.